# ФК «Динамо» Москва в сезоне 1956
Сезон 1956 года — 34-й в истории футбольного клуба «Динамо» Москва.
В этом сезоне команда приняла участие в чемпионате СССР, а также сыграла в пяти международных матчах.

## Общая характеристика выступления команды в сезоне

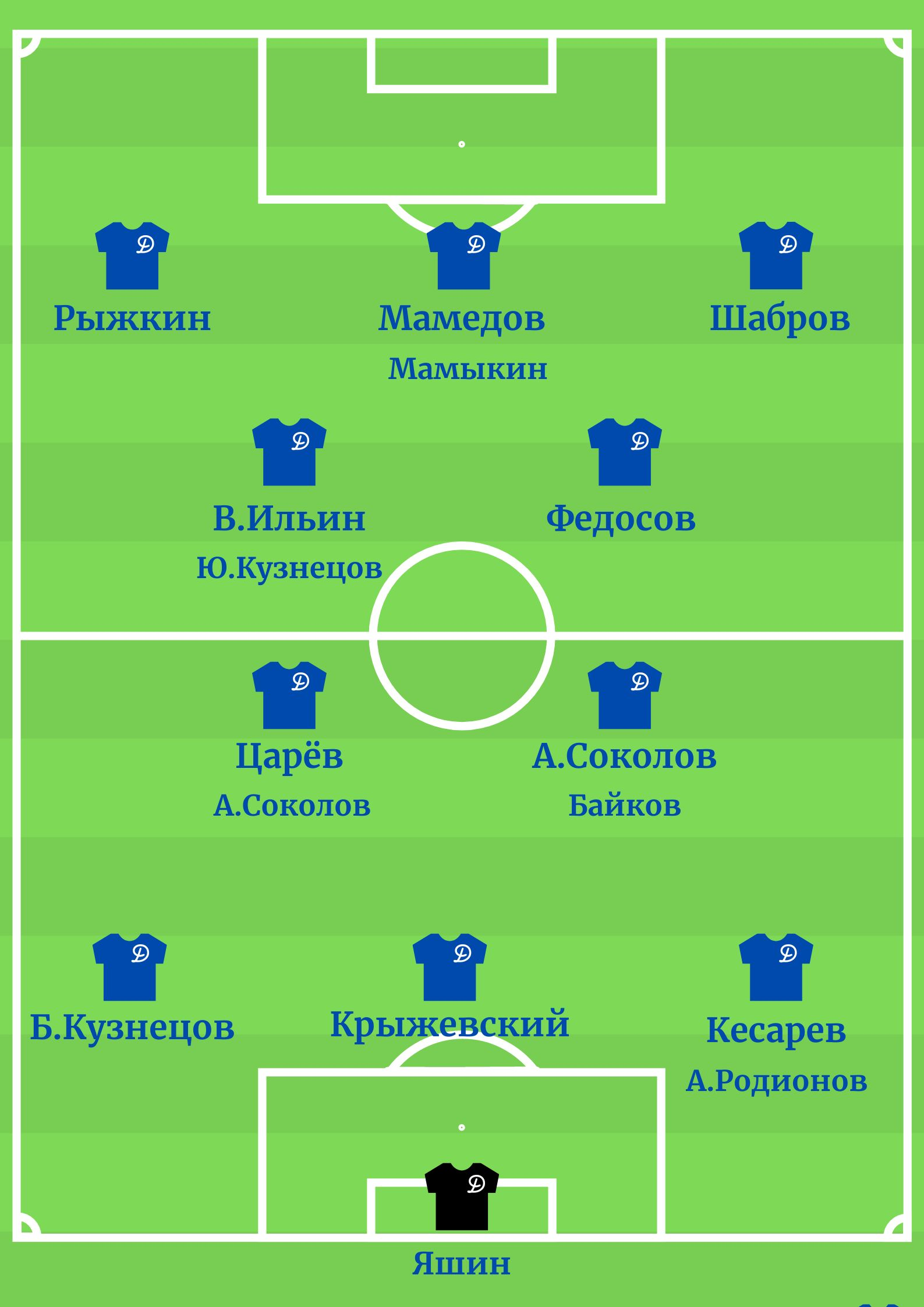

В новом сезоне победный состав динамовцев двух последних чемпионатов был практически полностью сохранён и усилен рядом молодых, известных в дальнейшем футболистов (Владимир Кесарев, Алексей Мамыкин, Валерий Урин). Тем не менее, вновь занять высшую ступень пьедестала команде не удалось, что было связано, в первую очередь, с обострением конкуренции и существенным прогрессом в игре целого ряда команд, особенно начавшего вступление в свою «золотую пору» «Торпедо» и «Спартака», показавшего в том сезоне мощную игру в атаке и являвшегося основой сборной СССР на Олимпиаде в Мельбурне.
Чемпионат начинался матчами на юге страны и постепенно «продвигался» на север — «Динамо», как и прочие московские команды, провели первые семь из восьми матчей чемпионата на полях соперников. Этот старт для динамовцев получился весьма непростым, но не катастрофическим — по его результатам команда делила четвёртое место, на два очка отставая от лидирующего «Спартака». Неудача подстерегала команду уже по возвращении в Москву, где на традиционно сложном для «Динамо» стыке двух кругов были набраны всего два очка в четырёх встречах, отбросившие команду от черты призёров. И вновь, по традиции, ставшей уже многолетней, динамовцы сумели собраться и сильно провели второй круг, сделав в девяти матчах лишь две ничьи и досрочно обеспечив себе серебряные медали (отыграть пятиочковый гандикап и побороться со «Спартаком» за «золото» уже не представлялось возможным). В последнем ничего для динамовцев не решавшем матче чемпионата в конце октября, сыгранном после проведенного международного турне, они были неожиданно крупно разгромлены боровшимся за выживание в классе сильнейших и предельно мотивированным «Локомотивом» — 1:7, что стало на четверть века крупнейшим поражением команды в чемпионатах страны.
Международный календарь товарищеских встреч не был, в сравнении с предыдущими несколькими сезонами, очень насыщенным. География матчей «Динамо» была расширена встречей с бразильским клубом  «Португеза» Рио-де-Жанейро (1:1).

## Команда

### Состав
| Игрок                 | Дата рождения    | Сезон в «Динамо» | Бывший клуб               |
| Вратари               | Вратари          | Вратари          | Вратари                   |
| --------------------- | ---------------- | ---------------- | ------------------------- |
| Лев Яшин              | 22 октября 1929  | 5                | «Динамо» Москва (дубль)   |
| Владимир Беляев       | 15 сентября 1933 | 4                | «Динамо» Сталинград       |
| Защитники             |                  |                  |                           |
| Анатолий Родионов     | 10 мая 1925      | 4                | МВО                       |
| Константин Крыжевский | 20 февраля 1926  | 4                | МВО                       |
| Борис Кузнецов        | 14 июля 1928     | 4                | МВО                       |
| Владимир Кесарев      | 26 февраля 1930  | 1                | «Динамо» Москва (клубная) |
| Полузащитники         |                  |                  |                           |
| Евгений Байков        | 29 июля 1929     | 5                | «Динамо» Владимир         |
| Владимир Савдунин     | 10 мая 1924      | 12               | «Локомотив» Куйбышев      |
| Виктор Царёв          | 2 июня 1931      | 3                | МВО                       |
| Александр Соколов     | 26 февраля 1930  | 7                | «Крылья Советов» Сетунь   |
| Нападающие            |                  |                  |                           |
| Владимир Шабров       | 15 марта 1930    | 5                | «Крылья Советов» Тушино   |
| Генрих Федосов        | 6 декабря 1932   | 3                | «Звезда» Пермь            |
| Алекпер Мамедов       | 9 мая 1930       | 4                | «Нефтяник» Баку           |
| Владимир Ильин        | 15 января 1928   | 11               | «Локомотив» Харьков       |
| Владимир Рыжкин       | 29 декабря 1930  | 4                | МВО                       |
| Юрий Кузнецов         | 2 августа 1931   | 2                | «Нефтяник» Баку           |
| Алексей Мамыкин       | 29 февраля 1936  | 1                | «Динамо» Москва (дубль)   |
| Адамас Голодец        | 23 августа 1933  | 2                | «Динамо» Москва (дубль)   |
| Дмитрий Шаповалов     | 19 марта 1935    | 2                | «Крылья Советов» Воронеж  |
| Валерий Урин          | 10 августа 1934  | 1                | «Динамо» Киров            |

### Изменения в составе
| Поз | Игрок            | Прежний клуб              |
| --- | ---------------- | ------------------------- |
| З   | Владимир Кесарев | «Динамо» Москва (клубная) |
| Н   | Алексей Мамыкин  | «Динамо» Москва (дубль)   |
| Н   | Валерий Урин     | «Динамо» Киров            |

| Поз | Игрок          | Новый клуб                   |
| --- | -------------- | ---------------------------- |
| З   | Андрей Юрченко | «Динамо» Москва (дубль)      |
| Н   | Юрий Володин   | «Трудовые резервы» Ленинград |

## Официальные матчи

### Чемпионат
Число участников — 12. Система розыгрыша — «круговая» в два круга. Чемпион — «Спартак» Москва
Команда «Динамо» Москва заняла 2 место.
| 1 апр Ч 1 (389) | «Динамо» Москва | 1:1     | «Динамо» Тбилиси | Тбилиси                                                   |
| | - Мамыкин 50′   | (отчёт) | - 62′ Зазроев    | Стадион: «Динамо» Зрителей: 30 000 Судья: Э. Клавс (Рига) |
| «Динамо» Москва: Яшин - Родионов, Крыжевский, Б.Кузнецов - Федосов, Соколов - Шабров, Мамыкин, Ю.Кузнецов, Ильин, Рыжкин «Динамо» Тбилиси: Пираев - Элошвили, Дзяпшпа, Хочолава - Котрикадзе, Гогоберидзе - Чкуасели, К.Гагнидзе, Калоев, Зазроев, Хасая |                 |         |                  |                                                           |

| 8 апр Ч 2 (390) | «Динамо» Москва | 1:1     | «Шахтер» Сталино | Сталино                                                       |
| | - Г.Федосов 53′ | (отчёт) | - 76′ Бобошко    | Стадион: «Шахтер» Зрителей: 30 000 Судья: П.Белов (Ленинград) |
| «Динамо» Москва: Яшин - Родионов, Крыжевский, Б.Кузнецов - Байков, Соколов - Рыжкин, Г.Федосов, Ю.Кузнецов, Мамыкин, Ильин «Шахтер» Сталино: Гарбузников - Мотин, Кривенко, В.Морозов - Алпатов, Думанский - К.Павлов, Бобошко, И.Федосов, Пономаренко, Сапронов |                 |         |                  |                                                               |

| 14 апр Ч 3 (391) | «Динамо» Москва   | 2:3     | ОДО Свердловск                             | Киев                                                         |
| | - Мамедов 43′ 80′ | (отчёт) | - 15′ Б.Иванов - 23′ Неверов - 61′ Бузунов | Стадион: им.Хрущева Зрителей: 10 000 Судья: Н.Балакин (Киев) |
| «Динамо» Москва: Яшин - Родионов, Крыжевский, Б.Кузнецов - Соколов, Царев - Рыжкин, Федосов, Мамедов, Мамыкин, Ильин ОДО Свердловск: Ю.Смирнов - Концевов, Линяев , Суетов - Гладких, Дубинский - Скулкин, Неверов, Бузунов, Б.Иванов, Михин |                   |         |                                            |                                                              |

| 20 апр Ч 4 (392) | «Динамо» Москва          | 2:0     | «Динамо» Киев | Киев                                                               |
| | - Рыжкин 5′ - Шабров 25′ | (отчёт) |               | Стадион: им.Хрущева Зрителей: 50 000 Судья: А.Зябликов (Ленинград) |
| «Динамо» Москва: Яшин - Родионов, Крыжевский, Б.Кузнецов - Соколов, Царев - Шабров, Федосов, Голодец, Ильин, Рыжкин «Динамо» Киев: О.Макаров - Соболев, Вит.Голубев, Т.Попович - Войнов, Юст - Грамматикопуло, В.Терентьев, Кольцов, Коман, Вик.Фомин |                          |         |               |                                                                    |

| 25 апр Ч 5 (393) | «Динамо» Москва          | 2:2     | «Буревестник» Кишинёв        | Кишинёв                                                                 |
| | - Ильин 15′ - Рыжкин 36′ | (отчёт) | - 5′ Мухортов - 32′ Фаломеев | Стадион: республиканский Зрителей: 20 000 Судья: В.Богданов (Ленинград) |
| «Динамо» Москва: Яшин - Родионов, Крыжевский, Б.Кузнецов - Соколов, Царев - Шабров, Федосов, Голодец, Ильин, Рыжкин «Буревестник» Кишинёв: Еремеев - Левкин, Потапов, Миргородский - Бутылкин, Маркевич - Фаломеев, Э.Данилов, Ю.Коротков, Мухортов , Вацкевич |                          |         |                              |                                                                         |

| 30 апр Ч 6 (394) | «Динамо» Москва | 1:0     | ЦДСА | Москва                                                        |
| | - Мамедов 5′    | (отчёт) |      | Стадион: «Динамо» Зрителей: 70 000 Судья: И.Лукьянов (Москва) |
| «Динамо» Москва: Яшин - Родионов, Крыжевский, Б.Кузнецов - Байков, Царев - Шабров, Федосов, Мамедов, Савдунин, Рыжкин ЦДСА: Разинский - Порхунов, Башашкин , Крутиков - А.Петров, Гришин - Агапов, Савин, Вик.Федоров, Ю.Беляев, Емышев |                 |         |      |                                                               |

| 6 мая Ч 7 (395) | «Динамо» Москва | 1:0     | «Трудовые резервы» Ленинград | Ленинград                                                       |
| | - Мамедов 41′   | (отчёт) |                              | Стадион: им.Кирова Зрителей: 40 000 Судья: В.Калевисте (Таллин) |
| «Динамо» Москва: Яшин - Родионов, Крыжевский, Б.Кузнецов - Байков, Царев - Урин, Федосов, Мамедов, Мамыкин, Рыжкин «Трудовые резервы» Ленинград: Ю.Трофимов - Варнаков, Шишков, Демидов - Богомолов, Завидонов - Колобов, Белилов, В.Васильев, Тенягин , Цветков |                 |         |                              |                                                                 |

| 11 мая Ч 8 (396) | «Динамо» Москва               | 3:3     | «Зенит» Ленинград                                 | Ленинград                                                 |
| | - Ильин 45′ 62′ - Голодец 58′ | (отчёт) | - 13′ Гулевский - 26′ Г.Бондаренко - 84′ А.Иванов | Стадион: им.Кирова Зрителей: 80 000 Судья: Э.Клавс (Рига) |
| «Динамо» Москва: Яшин - Родионов, Крыжевский, Б.Кузнецов - Байков, Царев - Ильин, Федосов, Мамедов, Голодец, Рыжкин «Зенит» Ленинград: Л.Иванов - Мещеряков, Самарин, Худояш - Родин, Кравец - А.Иванов, Марютин , Гулевский, Г.Бондаренко, Царицын |                               |         |                                                   |                                                           |

| 17 мая Ч 9 (397) | «Динамо» Москва | 0:2     | «Торпедо» Москва               | Москва                                                        |
| |                 | (отчёт) | - 20′ Моргунов - 87′ Стрельцов | Стадион: «Динамо» Зрителей: 60 000 Судья: К.Демченко (Москва) |
| «Динамо» Москва: Яшин - Кесарев, Крыжевский, Б.Кузнецов - Байков, Царев - Мамыкин, Голодец, Мамедов, Ильин, Рыжкин «Торпедо» Москва: Денисенко - Л.Тарасов, Хренов, Гомес - Сучков, Сенюков - Анисимов, Вал.Иванов , Стрельцов, Моргунов, Арбутов |                 |         |                                |                                                               |

| 29 мая Ч 10 (398) | «Динамо» Москва | 1:1     | «Спартак» Москва | Москва                                                    |
| | - Соколов 18′   | (отчёт) | - 62′ Татушин    | Стадион: «Динамо» Зрителей: 70 000 Судья: Э.Саар (Таллин) |
| «Динамо» Москва: Яшин - Кесарев, Крыжевский, Б.Кузнецов - Царев 22', Соколов - Мамыкин, Федосов, Мамедов, В.Ильин, Рыжкин · «Спартак» Москва: Тучкус - Н.Тищенко, Масленкин, Огоньков - Парамонов, Нетто - Татушин, Исаев, Симонян, Сальников 22', А.М.Ильин |                 |         |                  |                                                           |

| 3 июн Ч 11 (399) | «Динамо» Москва | 1:1     | «Локомотив» Москва | Москва                                                        |
| | - Мамыкин 3′    | (отчёт) | - 27′ Ворошилов    | Стадион: «Динамо» Зрителей: 25 000 Судья: И.Лукьянов (Москва) |
| «Динамо» Москва: Яшин - Родионов, Кесарев, Б.Кузнецов - Байков, А.Соколов - Шаповалов, Федосов, Мамыкин, Ильин, Рыжкин «Локомотив» Москва: Кублицкий - Рогов, Забелин, Климачев - В.Артемьев , Шишаев - Тетеркин, Бубукин, Ворошилов, В.Соколов, Ю.Ковалев |                 |         |                    |                                                               |

| 13 июн Ч 12 (400) | «Динамо» Москва | 0:2     | «Динамо» Киев              | Москва                                                         |
| |                 | (отчёт) | - 3′ Каневский - 48′ Коман | Стадион: «Динамо» Зрителей: 25 000 Судья: В.Калевисте (Таллин) |
| «Динамо» Москва: Яшин - Кесарев, Крыжевский, Б.Кузнецов - Соколов, Царев - Шаповалов, Федосов, Мамыкин, Ильин, Рыжкин «Динамо» Киев: Лемешко - Соболев, Ерохин, Т.Попович - Войнов, Юст - Грамматикопуло, Каневский, Коршунов, Коман, Вик.Фомин |                 |         |                            |                                                                |

| 23 июн Ч 13 (401) | «Динамо» Москва                      | 2:1     | «Шахтер» Сталино | Москва                                                        |
| | - Мамедов 50′ - В.Морозов 73′ (авт.) | (отчёт) | - 5′ Дубовицкий  | Стадион: «Динамо» Зрителей: 15 000 Судья: П.Гаврилиади (Сочи) |
| «Динамо» Москва: Яшин - Кесарев, Крыжевский, Б.Кузнецов - Байков, Соколов - Шабров, Г.Федосов, Мамедов, Ильин, Рыжкин «Шахтер» Сталино: Гарбузников - Мотин, Кривенко, В.Морозов - Алпатов, Думанский - Бобошко, И.Федосов, Дубовицкий, Сапронов, Пономаренко |                                      |         |                  |                                                               |

| 27 июн Ч 14 (402) | «Динамо» Москва                               | 5:2     | «Динамо» Тбилиси   | Москва                                                           |
| | - Шабров 1′ - Царев 35′ - Мамедов 58′ 70′ 86′ | (отчёт) | - 42′ 48′ Чкуасели | Стадион: «Динамо» Зрителей: 15 000 Судья: В.Богданов (Ленинград) |
| «Динамо» Москва: Яшин - Кесарев, Крыжевский, Б.Кузнецов - Царев, Соколов - Шабров, Федосов, Мамедов, Ильин, Рыжкин «Динамо» Тбилиси: Пираев - Элошвили, Дзяпшпа, Хочолава - Котрикадзе, Гогоберидзе - Чкуасели, Гагнидзе, Калоев, Зазроев, Месхи |                                               |         |                    |                                                                  |

| 18 июл Ч 15 (403) | «Динамо» Москва | 1:0     | ОДО Свердловск | Свердловск                                                      |
| | - Царев 53′     | (отчёт) |                | Стадион: «Авангард» Зрителей: 25 000 Судья: П.Белов (Ленинград) |
| «Динамо» Москва: Беляев - Кесарев, Крыжевский , Б.Кузнецов - Царев, Соколов - Шабров, Федосов, Мамедов, Ильин, Рыжкин ОДО Свердловск: Ю.Смирнов - Суетов, Линяев , Багрич - Гладких, Дубинский - Скулкин, Неверов, Бузунов, Потаскуев, Б.Иванов |                 |         |                |                                                                 |

| 23 июл Ч 16 (404) | «Динамо» Москва                                                         | 6:0     | «Буревестник» Кишинёв | Москва                                                     |
| | - Соколов 18′ 52′ - Шабров 23′ - Федосов 38′ - Рыжкин 60′ - Мамедов 72′ | (отчёт) |                       | Стадион: «Динамо» Зрителей: 30 000 Судья: Н.Балакин (Киев) |
| «Динамо» Москва: Беляев - Кесарев, Крыжевский , Б.Кузнецов - Соколов, Царев - Шабров, Федосов, Мамедов, Ильин, Рыжкин «Буревестник» Кишинёв: Еремеев - Левкин, Потапов, Миргородский - Вацкевич, Бутылкин - Самохин, Э.Данилов, Ю.Коротков, Мухоротов , Булкин |                                                                         |         |                       |                                                            |

| 23 июл Ч 17 (405) | «Динамо» Москва                  | 2:2     | ЦДСА                               | Москва                                                         |
| | - Шабров 2′ - Соколов 90′ (пен.) | (отчёт) | - 38′ (пен.) Агапов - 43′ Ю.Беляев | Стадион: «Лужники» Зрителей: 102 000 Судья: Н.Латышев (Москва) |
| «Динамо» Москва: В.Беляев - Кесарев, Крыжевский , Б.Кузнецов - Соколов, Царев - Шабров, Федосов, Мамедов, Ильин, Рыжкин ЦДСА: Разинский - Порхунов, Башашкин , Крутиков - Гришин, А.Петров - Агапов, Беца, Ю.Беляев, Вик.Федоров, Емышев |                                  |         |                                    |                                                                |

| 19 авг Ч 18 (406) | «Динамо» Москва                                    | 3:2     | «Торпедо» Москва              | Москва                                                        |
| | - Байков 8′ - Мамедов 30′ - Соколов 40' (пен.) 75′ | (отчёт) | - 23′ Арбутов - 49′ Стрельцов | Стадион: «Динамо» Зрителей: 35 000 Судья: И.Лукьянов (Москва) |
| «Динамо» Москва: Яшин - Кесарев, Крыжевский , Б.Кузнецов - Соколов, Байков - Шабров, Федосов, Мамедов, В.Ильин, Рыжкин «Торпедо» Москва: Денисенко - Медакин, Хренов, Гомес - Сучков, Сенюков - А.А.Ильин, Вал.Иванов , Стрельцов, Метревели, Арбутов |                                                    |         |                               |                                                               |

| 25 авг Ч 19 (407) | «Динамо» Москва                                                   | 5:0     | «Трудовые резервы» Ленинград | Москва                                                      |
| | - Шабров 8′ - Мамедов 12′ 59′ - Федосов 51′ - Панчехин 51′ (авт.) | (отчёт) |                              | Стадион: «Динамо» Зрителей: 15 000 Судья: М.Шляпин (Одесса) |
| «Динамо» Москва: Яшин - Родионов, Кесарев, Б.Кузнецов - Соколов, Байков - Шабров, Федосов, Мамедов, Ильин, Рыжкин «Трудовые резервы» Ленинград: Ю.Трофимов - Шульдешов, Шишков, Панчехин - В.Васильев, Завидонов - Колобов, Тенягин , Чеповский, Белилов, Цветков |                                                                   |         |                              |                                                             |

| 31 авг Ч 20 (408) | «Динамо» Москва                             | 4:0     | «Зенит» Ленинград | Москва                                                   |
| | - Федосов 22′ 67′ - Соколов 36′ - Ильин 58′ | (отчёт) |                   | Стадион: «Динамо» Зрителей: 20 000 Судья: Э.Клавс (Рига) |
| «Динамо» Москва: Яшин - Родионов, Кесарев, Б.Кузнецов - Соколов, Байков - Шабров, Федосов, Мамедов, Ильин, Рыжкин «Зенит» Ленинград: Н.Денисов - Гек, Самарин, Худояш - Мещеряков, Бельков - А.Денисов, Царицын, Кравец, Г.Бондаренко , А.Иванов |                                             |         |                   |                                                          |

| 6 сен Ч 21 (409) | «Динамо» Москва      | 1:1     | «Спартак» Москва | Москва                                                          |
| | - В.Ильин 80′ (пен.) | (отчёт) | - 8′ Нетто       | Стадион: «Лужники» Зрителей: 106 000 Судья: И.Лукьянов (Москва) |
| «Динамо» Москва: Яшин - Кесарев, Крыжевский , Кузнецов - Байков, Царев - Шабров, Федосов, Мамедов, В.Ильин, Рыжкин «Спартак» Москва: Тучкус - Н.Тищенко, Масленкин, Огоньков - Парамонов, Нетто - Мозер, Исаев, Симонян, Сальников, А.М.Ильин |                      |         |                  |                                                                 |

| 27 окт Ч 22 (410) | «Динамо» Москва  | 1:7     | «Локомотив» Москва                                                                                    | Москва                                                       |
| | - Ю.Кузнецов 15′ | (отчёт) | - 23′ Ю.Ковалев - 45′ (пен.) 51′ Ворошилов - 50′ 80′ Бубукин - 75′ (авт.) Байков - 85′ (авт.) Кесарев | Стадион: «Динамо» Зрителей: 40 000 Судья: Н.Латышев (Москва) |
| «Динамо» Москва: Яшин - Кесарев, Крыжевский , Б.Кузнецов - Байков, А.Соколов - Шабров, Федосов, Мамедов, Ю.Кузнецов, Урин «Локомотив» Москва: Востроилов - Рогов, Климачев, Черников - В.Артемьев , Лядин - Апухтин, Бубукин, В.Соколов, Ворошилов, Ю.Ковалев |                  |         | |                                                              |

#### Итоговая таблица
| М | Команда          | И  | В  | Н  | П | Мячи    | ±   | О  |
| - | ---------------- | -- | -- | -- | - | ------- | --- | -- |
|   | «Спартак» Москва | 22 | 15 | 4  | 3 | 68 − 28 | +40 | 34 |
|   | «Динамо» Москва  | 22 | 10 | 8  | 4 | 45 − 31 | +14 | 28 |
|   | ЦДСА             | 22 | 10 | 5  | 7 | 40 − 32 | +8  | 25 |
| 4 | «Динамо» Киев    | 22 | 7  | 10 | 5 | 32 − 31 | +1  | 24 |
| 5 | «Торпедо» Москва | 22 | 8  | 7  | 7 | 40 − 37 | +3  | 23 |

И — игры, В — выигрыши, Н — ничьи, П — проигрыши, Мячи — забитые и пропущенные голы, ± — разница голов, О — очки

#### Движение по турам
Вследствие переносов команды могли провести на конкретную дату различное число игр. В указанной таблице приведено место команды после каждого проведенного тура в соответствии с фактически набранным количеством очков.
| Игра  | 1 | 2 | 3 | 4 | 5 | 6 | 7 | 8 | 9 | 10 | 11 | 12 | 13 | 14 | 15 | 16 | 17 | 18 | 19 | 20 | 21 | 22 |
| ----- | - | - | - | - | - | - | - | - | - | -- | -- | -- | -- | -- | -- | -- | -- | -- | -- | -- | -- | -- |
| Место | 6 | 7 | 9 | 5 | 5 | 4 | 4 | 4 | 6 | 6  | 5  | 6  | 5  | 5  | 4  | 2  | 2  | 2  | 2  | 2  | 2  | 2  |

## Неофициальные матчи

### Международные матчи
| 8 июн ММ 1 (49) | «Динамо» Москва                                | 3:1     | «Фенербахче» Стамбул | Москва                                            |
| | - Соколов 25′ (пен.) - Ильин 58′ - Федосов 75′ | (отчёт) | - 88′ (пен.) Басри   | Стадион: «Динамо» Зрителей: 50 000 Судья: В.Карни |
| «Динамо» Москва: Яшин - Кесарев, Крыжевский, Б.Кузнецов - Соколов, Царев - Шабров (46' Шаповалов), Федосов, Мамыкин, Ильин, Рыжкин «Фенербахче» Стамбул: Саляхаттин - Авни, Басри, Недим - Наджи, Неждет - Касапоглу (46' Джан), Махмет Али, Шереф (60' Хасаметтин), Эргун, Ниязи |                                                |         |                      |                                                   |

| 18 июн ММ 2 (50) | «Динамо» Москва | 1:1     | «Португеза» Рио-де-Жанейро | Москва                                               |
| | - Шабров 58′    | (отчёт) | - 33′ де Мораэс            | Стадион: «Динамо» Зрителей: 60 000 Судья: Д.Бернарди |
| «Динамо» Москва: Яшин - Кесарев, Крыжевский, Б.Кузнецов - Соколов, Царев - Шабров, Федосов, Мамедов, Ильин, Рыжкин «Португеза» Рио-де-Жанейро: Антониньо да Сильва - Диас, Магел, Виана (К) - Х.Сантос, Марио Фариа - Ж. да Сильва, де Андраде, Гильерме да Сильва, Секодато, де Мораэс |                 |         |                            |                                                      |

| 30 сен ММ 3 (51) | «Динамо» Москва                                          | 5:2     | «Висла» Краков  | Краков                                            |
| | - Ильин 17′ 19′ - Рыжкин 27′ - Федосов 66′ - Мамыкин 88′ | (отчёт) | - 71′ 73′ Гамай | Стадион: «Висла» Зрителей: 35 000 Судья: К.Коваль |
| «Динамо» Москва: Яшин (72' Беляев) - Родионов, Кесарев, Б.Кузнецов - Байков, Соколов - Шабров, Федосов (80' Мамыкин), Мамедов, Ильин, Рыжкин «Висла» Краков: Э.Маховский - Кавула, Снопковский, Будка - Михаль, Ендрыс - А.Маховский (60' Манецкий), Косцельный, Гамай, Рогожа (68' Марек), Адамчик |                                                          |         |                 |                                                   |

| 7 окт ММ 4 (52) | «Динамо» Москва | 0:0     | «Фенербахче» Стамбул | Стамбул                                                  |
| |                 | (отчёт) |                      | Стадион: муниципальный Зрителей: 30 000 Судья: Ф.Шрамбек |
| «Динамо» Москва: Яшин - Кесарев, Крыжевский, Б.Кузнецов - Байков, Соколов - Шабров, Федосов, Мамедов, Ильин (70' Ю.Кузнецов), Рыжкин «Фенербахче» Стамбул: Саляхаттин - Сарафитдин, Наджи, Басри - Акгюн, Неждет - Лефтер (80' Четин), Шереф, Эргюн (46' Туран), Джан, Ширзад |                 |         |                      |                                                          |

| 10 окт ММ 5 (53) | «Динамо» Москва                                          | 4:0     | «Фенербахче» Стамбул | Москва                                              |
| | - Федосов 8′ - Ю.Кузнецов 66′ - Рыжкин 82′ - Мамедов 84′ | (отчёт) |                      | Стадион: «Динамо» Зрителей: 40 000 Судья: Ф.Шрамбек |
| «Динамо» Москва: Яшин - Кесарев, Крыжевский, Б.Кузнецов - Байков, Соколов - Шабров, Федосов, Мамедов, Ю.Кузнецов, Рыжкин «Фенербахче» Стамбул: Саляхаттин - Недим, Мюздат (46' Басри), Акгюн - Наджи, Неждет - Туран, Шереф, Ширзад, Эргюн, Ниязи |                                                          |         |                      |                                                     |

## Статистика сезона

### Игроки и матчи
| Игрок                     | Чемпионат       | Чемпионат | Международные матчи | Международные матчи | ТМ              | ТМ      | Всего Чемпионат | Всего Чемпионат | Всего Кубок     | Всего Кубок | Всего           | Всего   | Всего Международные матчи | Всего Международные матчи |
| Игрок                     | Вышел на замену | Гол       | Вышел на замену     | Гол                 | Вышел на замену | Гол     | Вышел на замену | Гол             | Вышел на замену | Гол         | Вышел на замену | Гол     | Вышел на замену           | Гол                       |
| Вратари                   | Вратари         | Вратари   | Вратари             | Вратари             | Вратари         | Вратари | Вратари         | Вратари         | Вратари         | Вратари     | Вратари         | Вратари | Вратари                   | Вратари                   |
| ------------------------- | --------------- | --------- | ------------------- | ------------------- | --------------- | ------- | --------------- | --------------- | --------------- | ----------- | --------------- | ------- | ------------------------- | ------------------------- |
| Лев Яшин (16)             | 19              | (-29)     | 5                   | (-3)                |                 |         | 80              | (-81)           | 10              | (-8)        | 90              | (-89)   | 35                        | (-31)                     |
| Владимир Беляев           | 3               | (-2)      | 1                   | (-1)                |                 |         | 3               | (-2)            | 1               | (-0)        | 4               | (-2)    | 2                         | (-1)                      |
| Защитники                 |                 |           |                     |                     |                 |         |                 |                 |                 |             |                 |         |                           |                           |
| Владимир Кесарев          | 14              |           | 5                   |                     |                 |         | 14              |                 |                 |             | 14              |         | 5                         |                           |
| Константин Крыжевский (6) | 19              |           | 4                   |                     |                 |         | 74              |                 | 9               |             | 83              |         | 33                        | 1                         |
| Борис Кузнецов            | 22              |           | 5                   |                     |                 |         | 78              |                 | 7               |             | 85              |         | 35                        |                           |
| Анатолий Родионов         | 11              |           | 1                   |                     |                 |         | 67              |                 | 10              |             | 77              |         | 30                        |                           |
| Полузащитники             |                 |           |                     |                     |                 |         |                 |                 |                 |             |                 |         |                           |                           |
| Александр Соколов         | 17              | 6         | 5                   | 1                   |                 |         | 91              | 12              | 8               | 1           | 99              | 13      | 12                        | 1                         |
| Виктор Царёв              | 14              | 2         | 2                   |                     |                 |         | 24              | 3               | 1               |             | 25              | 3       | 9                         |                           |
| Евгений Байков            | 12              | 1         | 3                   |                     |                 |         | 83              | 7               | 12              |             | 95              | 7       | 29                        | 5                         |
| Нападающие                |                 |           |                     |                     |                 |         |                 |                 |                 |             |                 |         |                           |                           |
| Владимир Шабров           | 14              | 5         | 5                   | 1                   |                 |         | 70              | 13              | 12              | 5           | 82              | 18      | 30                        | 4                         |
| Генрих Федосов            | 21              | 5         | 5                   | 3                   |                 |         | 46              | 16              | 5               | 2           | 51              | 18      | 11                        | 6                         |
| Алекпер Мамедов           | 16              | 12        | 4                   | 1                   |                 |         | 45              | 25              | 1               |             | 46              | 25      | 18                        | 10                        |
| Владимир Ильин            | 19              | 5         | 4                   | 3                   |                 |         | 154             | 62              | 18              | 6           | 172             | 68      | 32                        | 16                        |
| Владимир Рыжкин           | 21              | 3         | 5                   | 2                   |                 |         | 67              | 13              | 10              | 1           | 77              | 14      | 35                        | 12                        |
| Алексей Мамыкин           | 8               | 2         | 2                   | 1                   |                 |         | 8               | 2               |                 |             | 8               | 2       | 2                         | 1                         |
| Адамас Голодец            | 4               | 1         |                     |                     |                 |         | 5               | 2               | 1               |             | 6               | 2       | 1                         |                           |
| Юрий Кузнецов             | 3               | 1         | 2                   | 1                   |                 |         | 13              | 7               | 2               | 1           | 15              | 8       | 8                         | 3                         |
| Валерий Урин              | 2               |           |                     |                     |                 |         | 2               |                 |                 |             | 2               |         |                           |                           |
| Дмитрий Шаповалов         | 2               |           | 1                   |                     |                 |         | 3               |                 |                 |             | 3               |         | 1                         |                           |
| Владимир Савдунин         | 1               |           |                     |                     |                 |         | 188             | 63              | 28              | 7           | 216             | 70      | 33                        | 4                         |

### Личные и командные достижения
Динамовцы в списке 33 лучших футболистов
| Турнир            | Игрок                                               | Вышел на замену | Игрок             | Гол |
| ----------------- | --------------------------------------------------- | --------------- | ----------------- | --- |
| Сезоны в клубе    | Сергей Ильин, Михаил Семичастный & Василий Трофимов | 15              |                   |     |
| Официальные матчи | Всеволод Блинков                                    | 297             | Сергей Соловьев   | 223 |
| Чемпионат         | Василий Трофимов                                    | 216             | Сергей Соловьев   | 134 |
| Кубок             | Константин Бесков & Владимир Савдунин               | 28              | Константин Бесков | 20  |

Достижения в сезоне

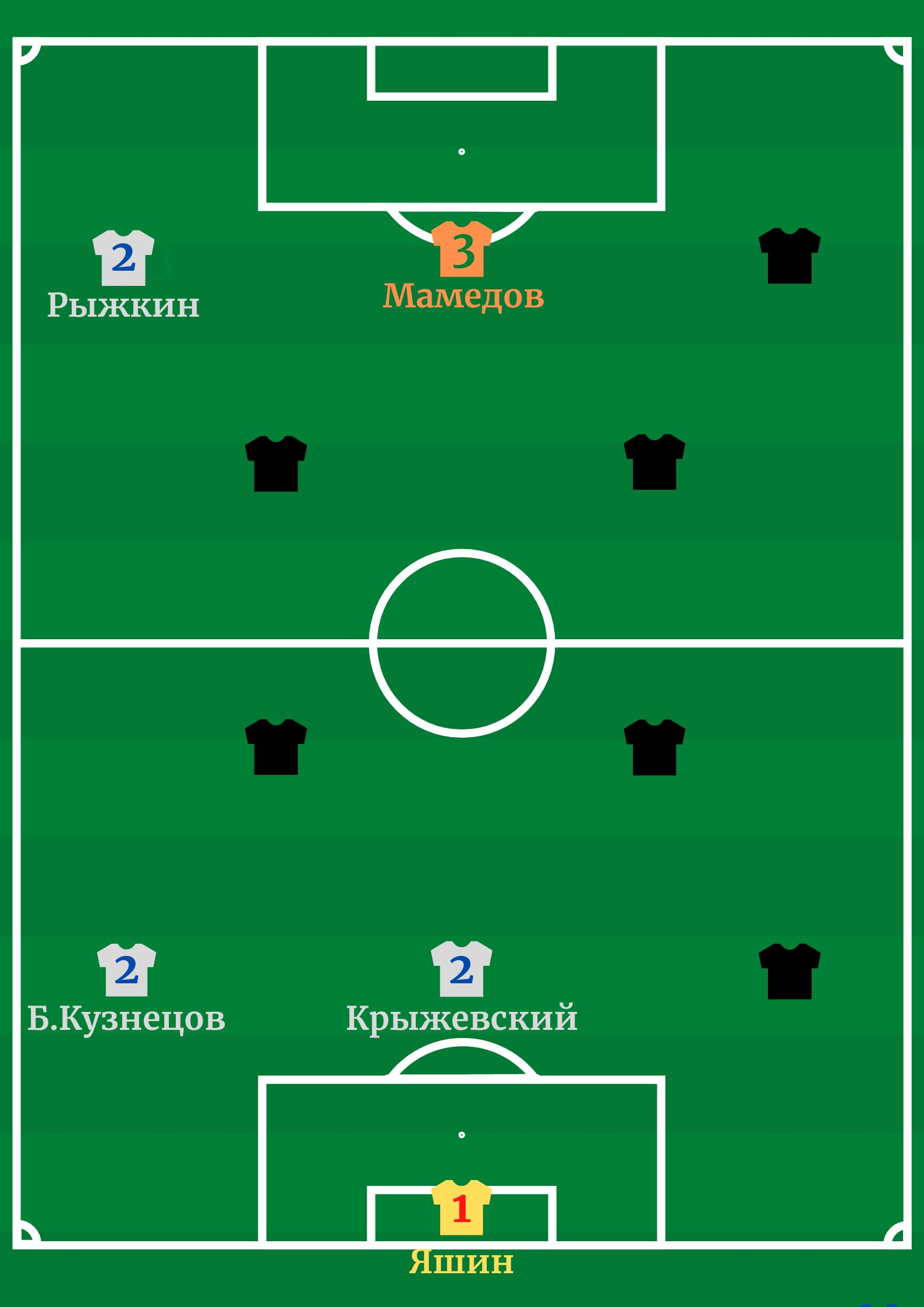

- Владимир Савдунин сыграл в 12-м сезоне за «Динамо»
- Владимир Ильин сыграл в 11-м сезоне
- «Хет-трик» в сезоне — Алекпер Мамедов (в чемпионате).